# Venting
Venting představuje jednu ze základních a nejpoužívanějších metod sanace nesaturované zóny in situ.

## Princip ventingu
Základní princip metody spočívá v odsávání znečištěného půdního vzduchu z nesaturované zóny v důsledku podtlakového pole vyvolaného ventingovou (vakuovou stanicí). Podtlakové pole je přenášeno trubními rozvody a sanačními objekty do horninového prostředí. Vzniklý dynamický stav je příčinou proudění půdního vzduchu s příměsí nežádoucí těkavé látky ventingové a dekontaminační stanici. Současně dochází ke strhávání těkavých podílů látky sorbovaných na pevnou nebo kapalnou matrici horninového prostředí. Kontaminovaný půdní vzduch se odsává z vertikálních vrtů nebo horizontálních směrovaných vrtů. Vytěžený půdní vzduch se zbavuje znečištění na dekontaminační jednotce. Venting lze provádět formou in situ, tak i ex situ. Venting patří mezi základní sanační metody pro odstraňování kontaminace těkavými organickými látkami.

## Efektivnost ventingu
Použitelnost ventingu je pro odstraňování těkavých organických látek, zejména chlorovaných alifatických uhlovodíků, chlorovaných rozpouštědel, ropných látek. Může být použit i pro odstranění částečně těkavých organických látek (např. některých halogenovaných sloučenin, ketonu, fenolů a ftalátů).
Základními faktory, které určují efektivnost ventingu jsou:
- fyzikálně-chemické vlastnosti kontaminantu
- propustnost vzduchu v kontaminované zemině nebo horninovém materiálu
- teplota půdního vzduchu
- vlhkost zeminy
- koncentrace znečištění
- hladina podzemní vody
- správné rozmístění vrtů